# Rhynchospora albiceps
Rhynchospora albiceps är en halvgräsart som beskrevs av Carl Sigismund Kunth. Rhynchospora albiceps ingår i släktet småag, och familjen halvgräs. Inga underarter finns listade i Catalogue of Life.